# Selside and Fawcett Forest
Selside and Fawcett Forest är en civil parish i Cumbria, England. Den bildades den 1 april 2020 genom en sammanslagning av Fawcett Forest och Whitwell and Selside.